# Herzogtum Płock

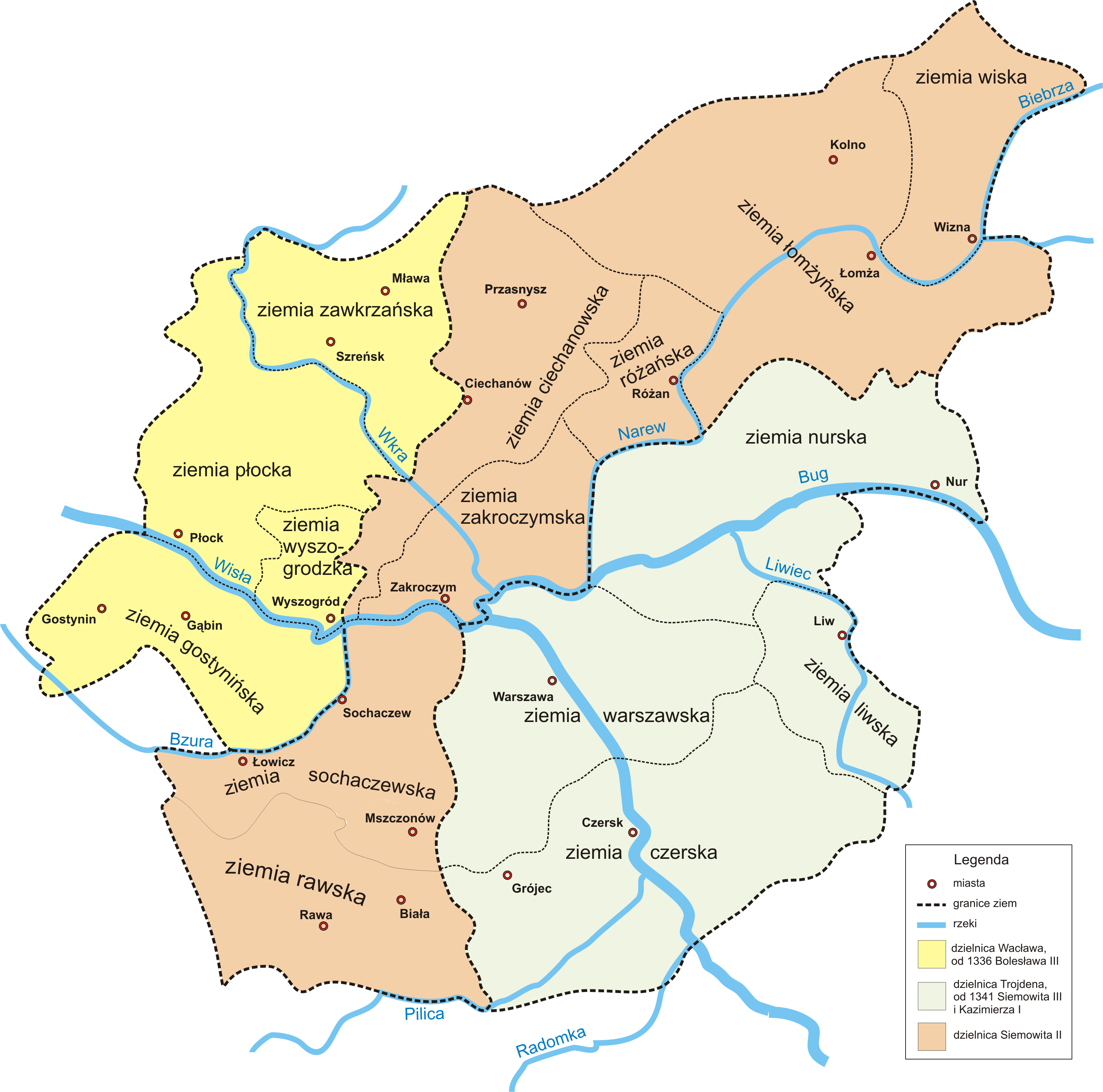
Herzogtum Płock um 1313 (gelb)

Das Herzogtum Płock (polnisch Księstwo płockie, lateinisch Ducatus Plocensis) war ein Teilfürstentum Polens von 1233 bis 1351 und von 1370 bis 1495 mit der Hauptfeste Płock.

## Geschichte
1233 wurde von Herzog Konrad von Masowien das Herzogtum Płock aus dem Herzogtum Masowien abgespaltet, um es vorab seinem Sohn Bolesław von Masowien als Herzogtum zu übergeben. Hauptstadt wurde Płock am rechten Weichselufer. Sitz des Herzogs wurde später die Burg Płock errichtet. Das Herzogtum wurde teilweise in Personalunion mit anderen masowischen Herzogtümern regiert. 1351 kam ein Teil des Herzogtums an das Königreich Polen, wurde jedoch 1370 wieder den masowischen Piasten übergeben. 1462 kam erneut ein Teil des Herzogtums an das Königreich Polen. 1495 starb mit Janusz II. der letzte Herzog von Płock und das Herzogtum fiel als erledigtes Lehen an das Krone des Königreichs Polen, wo es in das Land Płock, Land Wyszogród und Land Zawkrzeń als Teil der Woiwodschaft Płock umgewandelt wurde.